# Casares de las Hurdes
Casares de las Hurdes (extremeny: Casaris) és un municipi de la província de Càceres, a la comunitat autònoma d'Extremadura (Espanya).

## Demografia
| 2001 | 2002 | 2003 | 2004 | 2005 | 2006 |
| ---- | ---- | ---- | ---- | ---- | ---- |
| 701  | 649  | 650  | 619  | 592  | 582  |